# Frank Bello
Frank Bello (n. 9 iulie 1965) este un muzician american, fiind basistul trupei Anthrax.
Inițial a fost tehnicianul trupei, dar l-a înlocuit pe Dan Lilker pe albumul Spreading the Disease. După ce a plecat de la Anthrax în 2004 el s-a alăturat trupei Helmet, o altă trupă de Heavy Metal, pentru puțin timp. De când s-a intors la Anthrax la 14 martie 2009 a fost co-invitat la emisiunea VH1 Classic's That Metal Show de la VH1. Restul trupei a luat parte la un segment de interviu la evenimentul  Red Bull Snowscrapers  la 15 februarie 2009 la East River Park în New York City. Bello este nepotul lui Charlie Benante.

## Discografie
- Fistful of Metal
- Spreading The Disease
- Among The Living
- State Of Euphoria
- Persistance Of Time
- Sound Of White Noise
- Stomp 442
- Volume 8 The Threat Is Real
- We've Come For You All
- Worship Music

## Echipament
Bello are un bas electric model  Fender  și un bas model  Squier , folosit în muzica Jazz.